# 선구매 후지불
선구매 후지불(BNPL, Buy now, pay later, "지금 구매, 나중에 지불")은 소비자가 미래에 구매하고 비용을 지불할 수 있도록 하는 일종의 단기 금융이다. BNPL은 일반적으로 소비자, 금융기관, 가맹점 등이 참여하는 할부형 자금대출 프로세스로 구성되어 있다. 금융기관은 소비자가 상품이나 서비스를 구매할 때 소비자를 대신하여 상인에게 비용을 지불한다. 이러한 지불금은 나중에 소비자가 균등 분할하여 시간이 지남에 따라 상환된다. 할부횟수와 상환기간은 BNPL 금융기관에 따라 다르다.

## 역사
BNPL의 최초 형태는 소비자가 고가의 상품(예: 가구, 피아노, 농기구)을 구매할 수 있는 방법으로 할부 제도가 등장했던 19세기로 거슬러 올라간다. 인도에서 BNPL은 현지에서 키라나(kiranas)로 알려진 모퉁이 상점에서 고객이 신용으로 물품을 구매하고 나중에 상환할 수 있도록 수동으로 기록된 신용 장부를 보관하는 전통적인 종이 기반 우다르 카타(Udhar Khata) 시스템과 유사한 것으로 간주된다.
21세기 초, 핀테크 회사는 할부 계획 대출을 온라인 상점의 결제 흐름에 통합하여 소비자가 합의된 일정에 따라 판매 시점에 즉시 신용을 받고 나중에 구매 비용을 지불할 수 있도록 하는 시스템을 개발했다. 통합 및 즉각적인 처리 요소는 BNPL을 소비자 대출에 대한 다른 접근 방식과 차별화하는 요소이다. 코로나19 범유행 시대로 인해 미국 내 BNPL 거래는 2019년 20억 달러에서 2021년 242억 달러로 대폭 증가했다.

## 이용
BNPL은 "신용카드와 유사하지만 번거로운 신청 절차, 카드 스와이프 인프라, 구매 및 현금 인출에 대한 별도 한도가 없다"고 설명되었다. BNPL 금융사와 제휴를 맺은 소매업체는 고객에게 BNPL을 사용하여 구매 비용을 지불할 수 있는 옵션을 제공할 수 있다. 고객이 BNPL을 사용하여 구매를 완료하기로 선택한 경우 금융사는 일반적으로 고객에 대한 소프트 신용 조사를 수행하고 몇 초 내에 결정을 반환한다. 금융사는 승인을 받으면 가맹점에 대금을 지불하고, 고객에게 다양한 상환 옵션을 제공한다. 여기에는 단기간 동안 지불을 연기하거나 전체 잔액을 여러 번의 소액 지불로 분산시키는 것이 포함될 수 있다.
이 서비스는 상환이 완료되는 경우 고객에게 무료로 제공된다. BNPL 금융업자는 상인이 판매하도록 돕는 모든 것의 구매 가격에서 삭감된다. 이 수수료는 거래당 처리 수수료가 2%~8%로 일반적인 신용카드나 직불카드 거래보다 높은 경향이 있으며, 신용카드의 처리 수수료는 1.3%~3.5%이다.
소비자가 지불을 연체하는 경우 일반적으로 금융 기관이 연체료를 부과하고, 지속적으로 연체된 계정은 채권 추심 기관에 매각될 수 있다.
2024년 3월 NBC 뉴스는 35세 이하 소비자가 '지금 구매하고 나중에 결제'하는 사용자의 53%를 차지하지만 기존 신용카드 소지자의 경우 35%에 불과하다고 보도했다.

## 같이 보기
- 채무
- 신용판매